# Schwarzfahrer (1983)
Schwarzfahrer ist ein deutscher Film von Manfred Stelzer aus dem Jahr 1983. In den Hauptrollen spielen Rolf Zacher, George Meyer-Goll und Harry Henschel-Franzmann. In einer weiteren Rolle ist Iris Berben zu sehen. Der Film hatte seine Uraufführung beim Filmfestival Max-Ophüls-Preis am 19. Januar 1983.

## Handlung
Chris, Alois und Harry halten sich in Westberlin mit kleinen Überfällen und Gelegenheitsjobs über Wasser. Als es ihnen gelingt, einen aus Ostberlin kommenden  Geldtransporter zu überfallen, wird für sie ein Traum wahr.

## Kritik
Das Lexikon des internationalen Films urteilte: „Eine kriminalistisch angehauchte Außenseitergeschichte, der es zu sehr an psychologischer und sozialer Genauigkeit mangelt, um mehr bieten zu können als ein flottes Kinoabenteuer.“